# Kaipa (album)
Kaipa är det svenska bandet Kaipas debutalbum, utgivet 1975. 2005, när albumet utgavs på nytt som en del i samlingsboxen The Decca Years, kompletterades originalalbumet med två bonusspår, Från det ena till det andra och Karavan.

## Låtlista
1. "Musiken är ljuset" - 7:08
2. "Saker har två sidor" - 4:37
3. "Ankaret" - 8:41
4. "Skogspromenad" - 3:43
5. "Allting har sin början" - 3:13
6. "Se var morgon gry" - 8:54
7. "Förlorad i Istanbul" - 2:26
8. "Oceaner föder liv" - 9:28
9. "Från det ena till det andra" - 2:49*
10. "Karavan" - 2:54*

## Medverkande
- Ingemar Bergman - Slagverk & Sång
- Tomas Eriksson - Bas & Sång
- Hans Lundin - Hammondorgel, Fender Rhodes, Piano, Yamaha SY1 synth, Cembalo, Logan stråkmaskin, Klockspel & Sång
- Roine Stolt - Gitarrer & Sång